# San Jorge (Espanha)
Sant Jordi ou Sant Jordi del Maestrat (em valenciano) ou San Jorge (em castelhano), oficialmente chamado Sant Jordi/San Jorge, é um município da Espanha na província de Castelló, Comunidade Valenciana. Tem 36,5 km² de área e em 2021 tinha 1 063 habitantes (densidade: 29,1 hab./km²).

## Demografia
| Variação demográfica do município entre 1991 e 2004 | Variação demográfica do município entre 1991 e 2004 | Variação demográfica do município entre 1991 e 2004 | Variação demográfica do município entre 1991 e 2004 |
| --------------------------------------------------- | --------------------------------------------------- | --------------------------------------------------- | --------------------------------------------------- |
| 1991                                                | 1996                                                | 2001                                                | 2004                                                |
| 562                                                 | 573                                                 | 582                                                 | 637                                                 |